# Бейшекеєва Зайна
Зайна Бейшекеєва (нар. 15 серпня 1955, село Джеті-Огуз Джеті-Огузького району, тепер Іссик-Кульської області, Киргизстан) — радянська діячка, новатор виробництва, старший чабан Джеті-Огузького держспецгоспу з інтенсивної відгодівлі худоби Іссик-Кульської області Киргизької РСР. Член Центральної Ревізійної Комісії КПРС у 1986—1990 роках. Член ЦК КПРС у 1990—1991 роках. Депутат Верховної ради Киргизької РСР 11-го скликання. Народний депутат СРСР у 1989—1991 роках.

## Життєпис
У 1972—1974 роках — колгоспниця, в 1974—1977 роках — старший чабан колгоспу «Ульгу» Джеті-Огузького району Іссик-Кульської області Киргизької РСР.
Член КПРС з 1976 року.
У 1977—1978 роках — старший чабан спецгоспу «Ульгу», в 1978—1984 роках — старший чабан державно-колгоспного об'єднання «Живпром» Джеті-Огузького району Іссик-Кульської області Киргизької РСР.
З 1984 року — старший чабан Джеті-Огузького держспецгоспу з інтенсивної відгодівлі худоби Джеті-Огузького району Іссик-Кульської області Киргизької РСР.
У 1984 році закінчила Киргизький сільськогосподарський інститут імені К.І. Скрябіна.

## Нагороди і звання
- ордени
- медалі